# Methanocellales
Ordre
Classification phylogénétique
- Ordre : Methanocellales
  - Famille : Methanocellaceae
    - Genre : Methanocella

Les Methanocellales sont un ordre d'archées de la classe des Methanomicrobia.